# Gare de Quincieux
Gare de Quincieux vasútállomás Franciaországban, Quincieux településen.

## Vasútvonalak
Az állomást az alábbi vasútvonalak érintik:
- Párizs–Marseille-vasútvonal

## Kapcsolódó állomások
A vasútállomáshoz az alábbi állomások vannak a legközelebb:
- Gare de Saint-Germain-au-Mont-d’Or
- Gare d’Anse